# Ignata
Ignata là một chi bướm ngày thuộc họ Lycaenidae.